# Heinrich Köhler-Helffrich
Heinrich Köhler-Helffrich, auch Köhler-Helfrich (* 9. Juli 1904 in Karlsruhe; † 2. Februar 1960 in Lenzkirch), war ein deutscher Opern- und Festspielintendant.

## Leben

### Herkunft und Familie
Heinrich Köhler-Helffrich war ein Sohn des badischen Finanzministers Heinrich Köhler aus dessen Beziehung mit der Sängerin Rosa Hauck (1878–1911) und war dreimal verheiratet. Seine erste Ehe 1939 mit der Solotänzerin Thetis Yannoucos wurde 1944, seine Ehe 1944 mit der Opernsängerin Käthe Richter wurde 1947 und seine dritte Ehe mit der Opernsängerin Elisabeth Lauble wurde 1957 geschieden. Aus der zweiten Ehe stammte ein Sohn.

### Werdegang und Wirken
Nach dem Abitur am Bismarck-Gymnasium Karlsruhe im Jahre 1923 absolvierte er ein Studium der Musik-/Theaterwissenschaften und der Geschichte an den Universitäten in Heidelberg, Berlin und Freiburg.
1927 erhielt er sein erstes Engagement als Spielleiter für Oper und Theater am Stadttheater Mainz und war von 1929 bis 1932  Oberspielleiter am Theater Saarbrücken. In den Jahren von 1932 bis 1934 betätigte er sich als Kulturfilmregisseur in München und Filmautor in Berlin und war von 1935 bis 1937 Oberspielleiter der Oper am Mannheimer Nationaltheater. Anschließend war er bis 1939 an den Städtischen Bühnen in Breslau tätig. 
Bevor er von 1941 bis 1944 als Oberspielleiter der Oper an den Städtischen Bühnen Wuppertal eingesetzt war, übernahm er von 1939 bis 1940 die Leitung der Filmstelle des Reichsstands des Deutschen Handwerks; nach deren Schließung war er Referent für Eisenbeschaffung. 
Von 1944 an musste er Kriegsdienst leisten und kam in der Tschechoslowakei in amerikanische Kriegsgefangenschaft. Dort wurde er 1945 entlassen und Kulturreferent in der Nordbadischen Bezirksregierung Karlsruhe.
In den Jahren von 1945 bis 1949 war er Intendant am Heidelberger Stadttheater und zugleich (bis 1946) Begründer und erster Leiter der Sendestelle Heidelberg des Süddeutschen Rundfunks.
Von 1947 bis 1949 fungierte er als Leiter der Schwetzinger Festspiele und von Dezember 1948 bis März 1949 als Kommissarischer Intendant des Badischen Staatstheaters Karlsruhe. Im Anschluss kam er als Intendant zum Staatstheater Wiesbaden, wo er auch künstlerischer Leiter der Internationalen Maifestspiele war.  Er blieb bis 1953 in diesen Ämtern. 
Im selben Jahr wechselte er zur bundeseigenen Bürgschaftsgesellschaft für Filmkredite in Frankfurt/Main und wurde dramaturgischer Berater. Von 1957 an war er Funkreferent bei dem Verein Inter Nationes in Bonn. 1960 schied er aus dem Dienst.
Gegen ihn wurden Homosexualitätsvorwürfe erhoben. So musste er seinen Posten sehr plötzlich verlassen und erlangte nie wieder eine Intendantenstellung.
Er hat den Nachkriegsfestspielen entscheidende Konturen verliehen und den Wiesbadenern ihr geliebtes repräsentatives Operntheater zurückgegeben.

### Sonstiges
1951 stand er mit der Schauspielerin Sonja Ziemann im Neuen Filmpalast Wiesbaden auf der Bühne, als sie ihren Film Die Frauen des Herrn S. vorgestellt hat.
Als in den 1950er Jahren die Deutsche Welle mit dem Auslandsprogramm aufgebaut wurde,  berief das  Bundespresseamt bis zur endgültigen Entscheidung über den Intendanten zunächst Hans Bredow, Karl d’Ester,  Kurt Magnus sowie Köhler-Helffrich in diese Position.

### Öffentliche Ämter
- 1951 Gründungsvorsitzender der Dante Gesellschaft in Frankfurt
- Vorsitzender der Deutsch-Französischen Gesellschaft in Wiesbaden

### Schriften
- 1949 Opernsorgen,  in: Kultur und Arbeit Nr. 9/1949
- 1950 Internationale Mai-Festspiele Wiesbaden, Festschrift
- 1951 Situation des Kulturtheaters, in: Musikleben
- 1952 Zwischen Wiesbaden und Barcelona, in: Hessen, Kultur und Wirtschaft
- 1953 Erdenlebenkunst in Hessisches Staatstheater Wiesbaden HEFT 6, Verlag: Rudolf Bechtold & Co. Wiesbaden, 1953